# Victor Hugo
Victor Marie Hugo (Besançon, 26 februari 1802 – Parijs, 22 mei 1885) was een Frans schrijver, dichter, essayist en staatsman en wordt beschouwd als een van de belangrijkste en invloedrijkste Franse romantische auteurs van de 19e eeuw. Hij schreef romans, gedichten, toneelstukken, essays en politieke toespraken en liet ook een uitgebreide briefwisseling na.
Victor Hugo werd sterk beïnvloed door François René de Chateaubriand. Hugo publiceerde zijn eerste dichtbundel in 1822.

## Biografie

### Jeugd

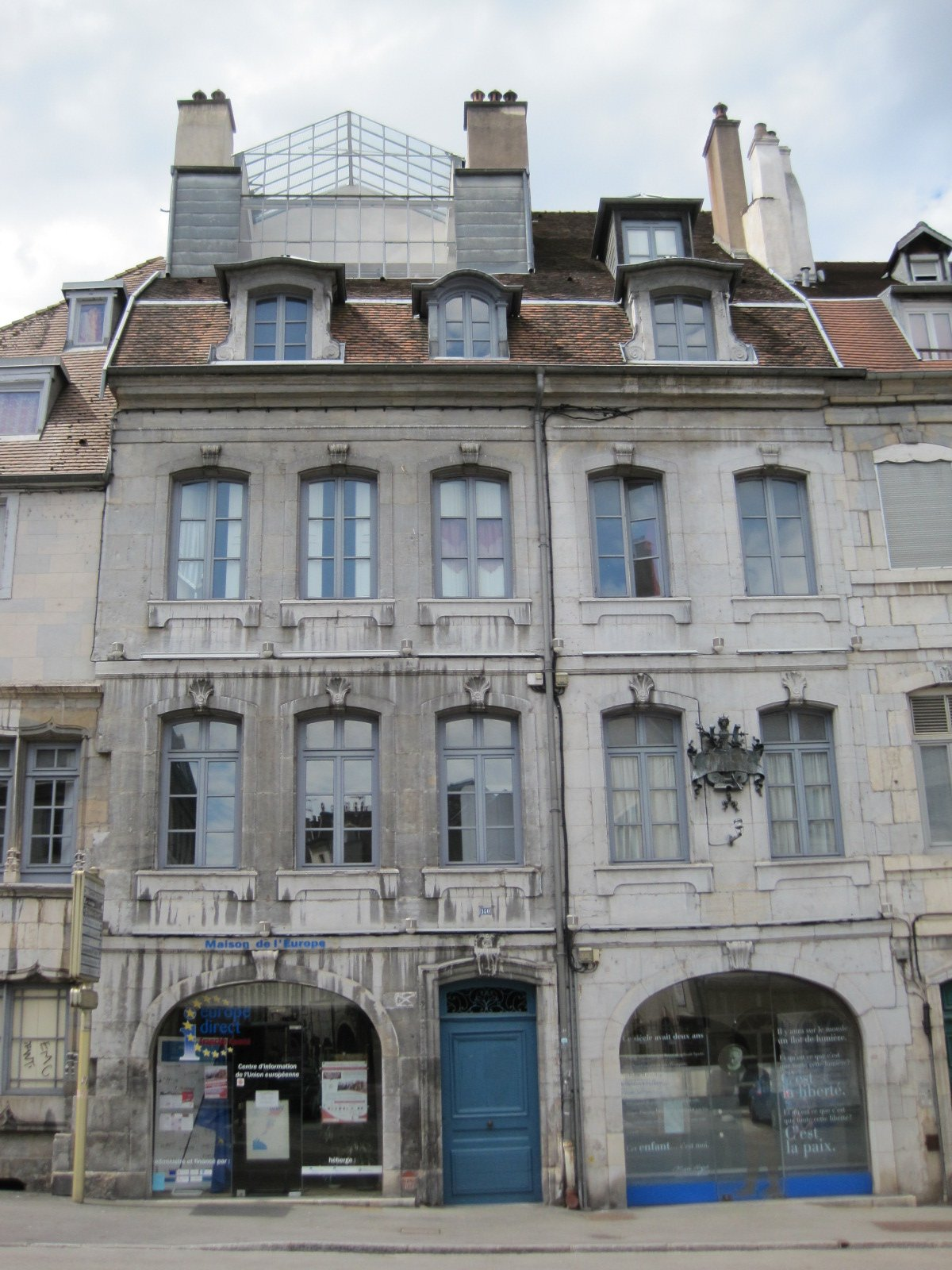
Geboortehuis van Victor Hugo te Besançon.

Victor Hugo werd geboren te Besançon (Franche-Comté) in 1802 als derde zoon van Joseph Léopold Sigisbert Hugo (1773-1828), een Franse generaal onder het keizerrijk van Napoleon afkomstig uit Lotharingen, en Sophie Trébuchet, oorspronkelijk afkomstig uit Nantes. Door het beroep van zijn vader kende Hugo een moeilijke kindertijd en werd hij door het garnizoensleven meegesleurd van stad tot stad. Hugo verbleef onder andere in Parijs, in het oude klooster des Feuillantines, in Napels, waar zijn vader gedurende een tijd gouverneur van een provincie was, en in Spanje (1811-1812), waar zijn vader drie provincies bestuurde. Er was bovendien een slechte verstandhouding tussen Hugo’s ouders, die er op politiek en religieus vlak verschillende meningen op nahielden. Hugo's vader was een atheïstische republikein voor wie Napoleon een held was; Hugo's moeder was een katholieke royaliste. Deze moeilijkheden zorgden voor een breuk tussen Hugo’s ouders. Hugo's moeder leefde vanaf 1813 gescheiden van haar man en ging met haar zoon in Parijs wonen. Op aanraden van zijn vader ging Hugo naar het Lycée Louis-le-Grand, maar het was vooral zijn moeder die vanaf dan een grote invloed had op zijn opvoeding en die van zijn twee broers, Abel en Eugène. Het is dan ook niet verbazingwekkend dat in Hugo’s vroege werk thema’s als "geloof" en "monarchie" veelvuldig aan bod komen. Hugo maakte zijn roeping als schrijver al vrij vroeg bekend toen hij op veertienjarige leeftijd in zijn dagboek schreef: "Je veux être Chateaubriand ou rien." (Vert.: Ik wil Chateaubriand zijn of niets.)

### Eerste literaire stappen
Chateaubriand had een grote invloed op Hugo’s eerste literaire werken, net als op vele van Hugo’s tijdgenoten. Chateaubriand kan gezien worden als een van de grondleggers van de Romantiek in Frankrijk en was een van de belangrijkste schrijvers van het begin van de negentiende eeuw. In meer dan een opzicht trad Hugo in Chateaubriands voetstappen. Hugo werd de vaandeldrager van de Romantiek in Frankrijk, engageerde zich op politiek vlak als republikein en werd verbannen omwille van zijn politieke gedachtegoed.

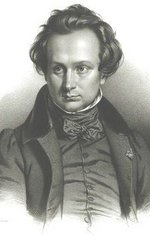
Victor Hugo als jongeman

Op vijftienjarige leeftijd kreeg hij reeds erkenning voor zijn poëzie, van de Académie française. In 1820 richtte hij met zijn broers het literair tijdschrift Le Conservateur littéraire op, waarmee hij al vroeg de literaire aandacht op zich vestigde. Datzelfde jaar won hij ook de wedstrijd van de Académie des Jeux Floraux te Toulouse, waarvan hij ook het jaar daarop laureaat was. Onder andere door deze successen gaf Hugo zijn wiskundestudies op en stortte hij zich helemaal op zijn literaire carrière. In 1822 verscheen zijn eerste dichtbundel, getiteld Odes. In dat decennium zouden nog meerdere dichtbundels volgen. In 1824 verscheen de bundel Nouvelles Odes et Poésies diverses, die hem een koninklijke toelage van Lodewijk XVIII opleverde. Het was echter de bundel uit 1826, Odes et Ballades, die hem grote bekendheid gaf. De bundel zou in 1828 in zijn definitieve vorm verschijnen. Hugo werkte mee aan La Muse française en deelde de affiniteit met de monarchie en het christendom van die groep. In 1827 nam hij deel aan Le Cénacle, een literaire kring rond de schrijver Charles Nodier die samenkwam in de Bibliothèque de l'Arsenal en die beschouwd kan worden als de wieg van de Franse Romantiek. Deze groep oefende grote invloed uit op Hugo’s literaire ontwikkeling. Hij ontmoette er onder anderen Chateaubriand, Théophile Gautier, Alfred de Musset en Alfred de Vigny. De deelname aan deze groep betekende ook dat hij overging naar het liberale kamp.
In deze periode trouwde Hugo in 1822 met Adèle Foucher, op wie hij sinds 1819 verliefd was. Dit was echter zeer tegen de zin van zijn ouders en door zijn nauwe band met zijn moeder wachtte hij tot na haar dood (in 1821) om met zijn jeugdliefde te huwen. Het huwelijk wekte ook jaloezie op bij zijn broer Eugène, die geleidelijk ten prooi zou vallen aan krankzinnigheid. Het paar kreeg vijf kinderen: Léopold in 1823, die enkele maanden na zijn geboorte overleed, Léopoldine in 1824, Charles in 1826, François-Victor in 1828 en Adèle in 1830. Van deze vijf kinderen zou alleen de laatste haar vader overleven, hoewel zij door haar labiele mentale gezondheid vaak in verpleeginrichtingen verbleef.
In het jaar na zijn huwelijk publiceerde Hugo zijn eerste roman, de griezelroman Han d’Islande. Zijn tweede roman, Bug-Jargal, volgde drie jaar later.

### Leider van de romantische beweging

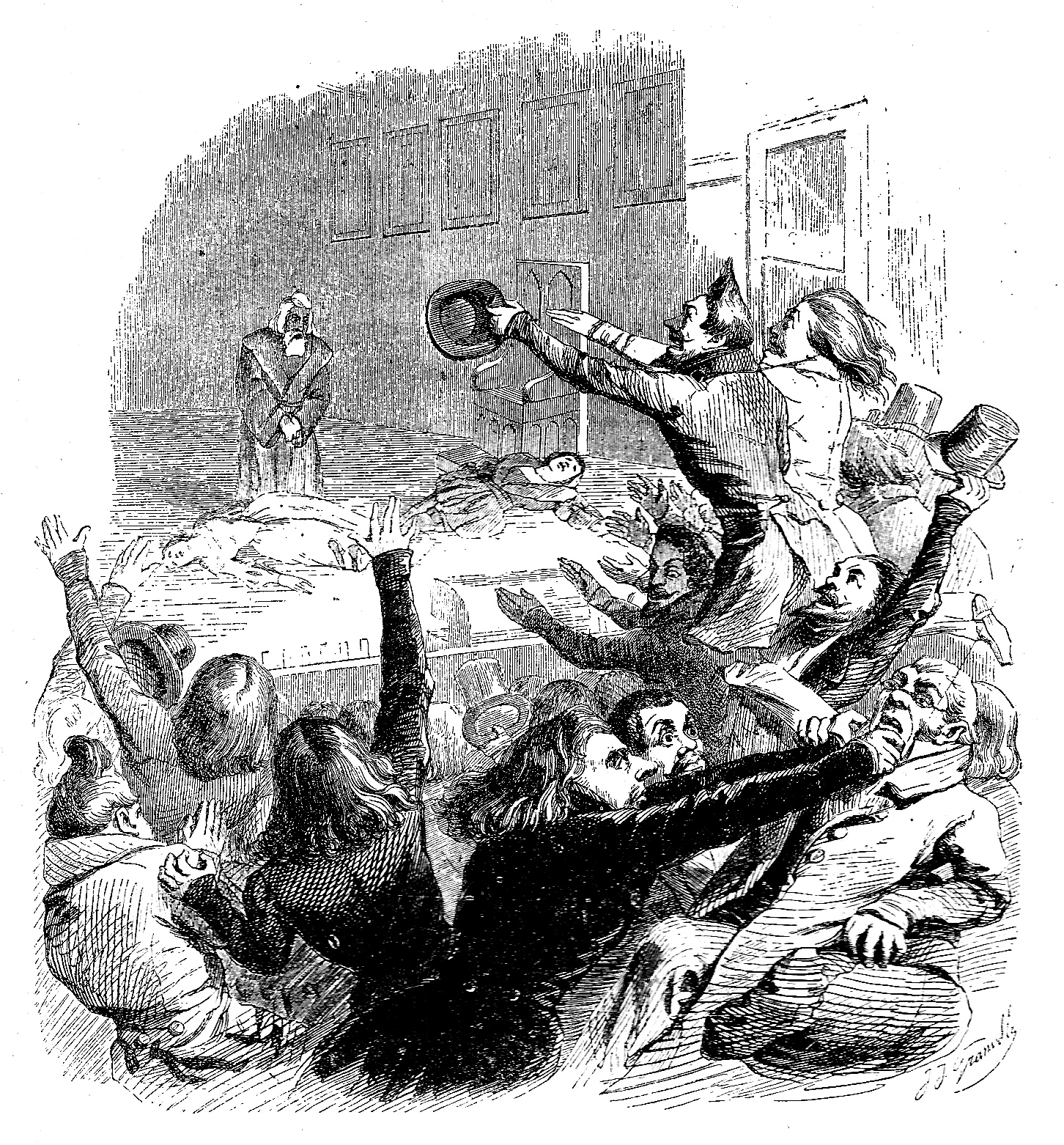
"De slag van Hernani"

Vanaf het einde van de jaren 20 van de negentiende eeuw kan Hugo worden beschouwd als de leider van het romantische Cénacle. Hij werd ook in die hoedanigheid aangevallen en verguisd door de aanhangers van het academisme. Bovendien kwam Hugo ook in aanvaring met de censuur door de gedurfdheid van een aantal van zijn toneelstukken. Zo werd zijn drama uit 1829, Marion de Lorme, aanvankelijk door de censuur verboden omwille van het weinig flatterende beeld dat werd geschilderd van de Franse monarchie. In 1827 publiceerde hij het nooit opgevoerde versdrama Cromwell, dat eerder bekendheid verwierf door zijn voorwoord waarin Hugo de klassieke regels aanviel, waaronder de eenheid van tijd en die van plaats. Het voorwoord genoot aldus de reputatie van manifest van de romantische beweging.
De grote ophef kwam er bij de première van Hugo’s toneelstuk Hernani in 1830, dat vandaag de dag grotendeels vergeten is, behalve als basis van de gelijknamige opera van Verdi. Hernani kan beschouwd worden als een belangrijke etappe in de geschiedenis van het Franse toneel. De tweede voorstelling staat bekend als 'la bataille d’Hernani' (de veldslag van Hernani). Hugo had al voordien zijn toneelstuk vers voor vers moeten verdedigen voor de koninklijke censuur en er waren al fragmenten uitgelekt in de pers, bedoeld om het werk en de auteur belachelijk te maken. Op de avond van de tweede voorstelling had Hugo een groot deel van zijn vrienden uitgenodigd (Balzac, Gautier, de Nerval, …) om de vertegenwoordigers van het klassieke theater te counteren. Het toneelstuk bracht bijna opstanden teweeg tussen de tegenover elkaar staande kampen: classicisten versus romantici, republikeinen versus royalisten, liberalen versus conformisten. In de theaterzaal was de slag gewonnen door Hugo’s aanhang, maar de pers kraakte het stuk af. De volgende voorstellingen waren nog steeds vrij onrustig, maar het stuk boekte elke keer volle zalen. Hugo was erin geslaagd om de romantische vernieuwing, die tot dan toe vooral ingewijden in de salons had begeesterd, voor de mensen op het toneel te brengen.

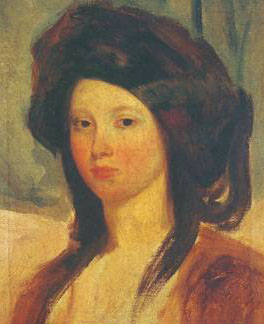
Juliette Drouet, Hugo's muze en minnares

Hugo’s volgende stuk was Le roi s’amuse (1832), dat na een voorstelling door de censuur verboden werd omwille van de openlijke spot op de Franse adel. Het toneelstuk werd echter een succes in geschreven vorm. Hugo was door het speelverbod echter zodanig in zijn wiek geschoten dat hij zijn volgende toneelstuk, Lucrèce Borgia, in amper twee weken schreef. Dit stuk werd voor het eerst opgevoerd in 1833 en was een groot succes. Mademoiselle George, een voormalige maîtresse van Napoleon, speelde de hoofdrol. Een andere rol werd vertolkt door de actrice Juliette Drouet.
Drouet werd zijn muze en minnares en, hoewel Hugo meerdere romantische escapades had tijdens zijn leven, werd deze relatie zelfs door zijn vrouw als vrij speciaal erkend en getolereerd. Drouet kreeg de kans om in Hugo’s toneelstuk Marie Tudor (1833) de rol van Lady Jane Grey te vertolken, maar werd na de eerste opvoering te licht bevonden en vervangen. Ze stopte daarop met acteren en wijdde de rest van haar leven (tot aan haar dood in 1883) aan haar minnaar als onbezoldigd secretaresse en reisgezellin (onder andere naar Bretagne, Normandië, het Noorderdepartement en Duitsland). Hugo's relatie met Juliette Drouet was een reactie op de overspelige relatie van zijn vrouw met Charles Augustin Sainte-Beuve.
In 1835 ging Hugo’s toneelstuk Angelo succesvol in première. In november 1838 was het de beurt aan Ruy Blas. Dat stuk was het eerste dat werd gespeeld in het Théâtre de la Renaissance, de nieuwe schouwburg die door de Hertog van Orléans (een broer van koning Louis-Philippe en bewonderaar van Hugo’s werk) was opgericht om nieuwe stukken ten tonele te kunnen brengen. Hoewel het wordt beschouwd als een van Hugo’s beste stukken, werd het destijds maar op matig enthousiasme onthaald. Daarna zou het duren tot 1843 tot Hugo opnieuw een stuk zou produceren. Les Burgraves liep 33 avonden, maar verloor publiek aan een concurrerend toneelstuk. Het zou het laatste stuk zijn dat Hugo schreef. Hij zou nog een kort versdrama schrijven in 1869, Torquemada, maar dit was nooit bedoeld om opgevoerd te worden en werd pas enkele jaren voor zijn dood uitgegeven in 1882. Toch zou Hugo een blijvende interesse hebben voor het drama, zoals blijkt uit een essay uit 1864 over William Shakespeare, wiens stijl hij zocht te evenaren.

#### Fictie

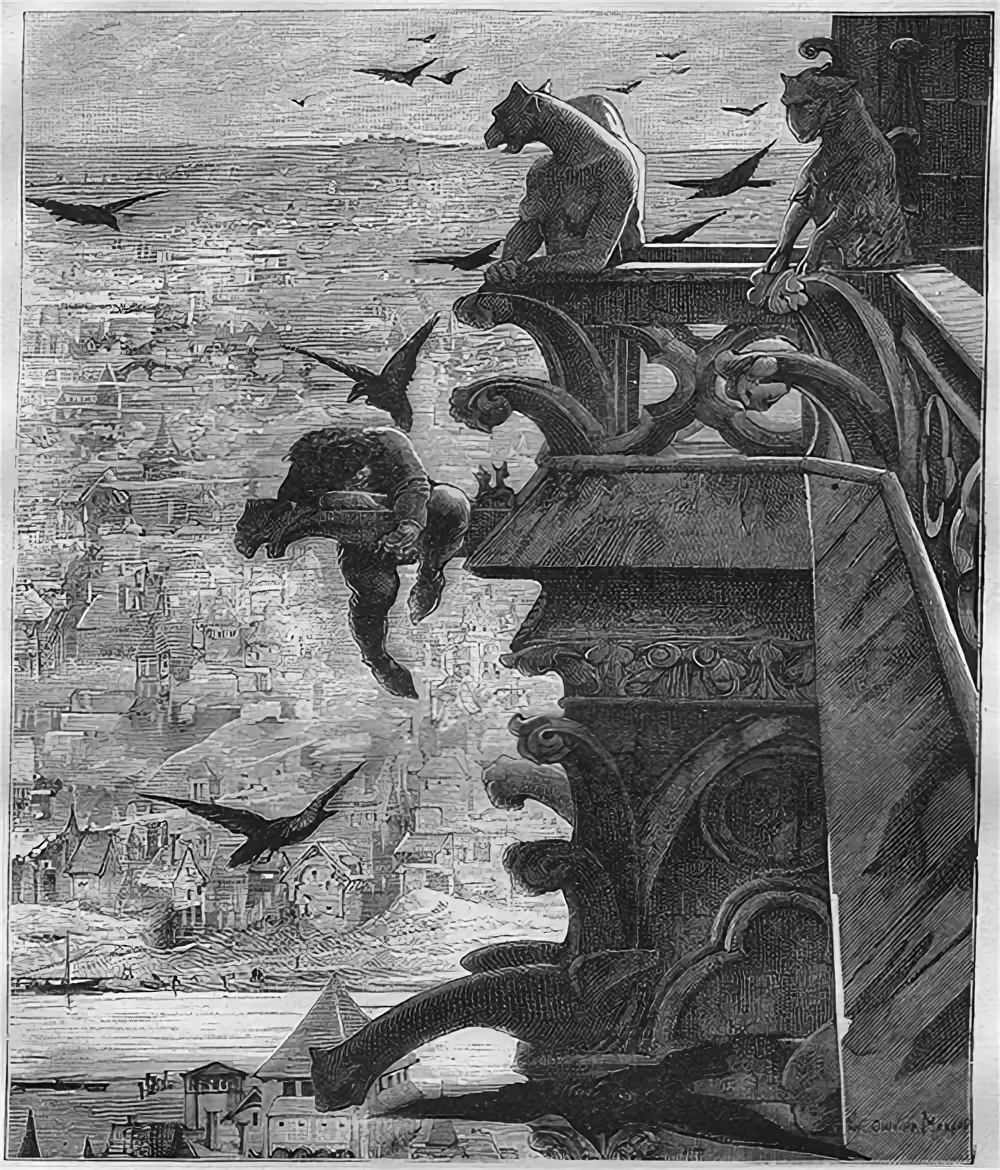
Quasimodo hangt aan een waterspuwer van de Notre-Dame; illustratie van Alfred Barbou uit de originele versie van De klokkenluider van de Notre Dame.

In deze lange periode produceerde Hugo natuurlijk meer dan enkel theater. Hugo’s eerste volwaardige roman, Le dernier jour d'un condamné (De laatste dag van een veroordeelde), verscheen in 1829 en toonde al het sociale geweten dat later in vele van zijn werken zou doorschemeren. Het werk zou latere schrijvers zoals Albert Camus, Charles Dickens en Fjodor Dostojevski beïnvloeden. In 1831 verscheen Hugo’s eerste grote roman: Notre-Dame de Paris (De klokkenluider van de Notre Dame). Het werk was zo succesvol dat het al gauw in verschillende Europese talen werd vertaald. Het was gedeeltelijk de bedoeling om de stad Parijs ertoe aan te zetten de verwaarloosde Notre Dame-kathedraal te restaureren. Het boek gaf ook aanleiding tot een hernieuwde interesse voor pre-renaissancistische gebouwen, waardoor deze actief zouden worden beschermd.
In 1834 verscheen de documentaire novelle Claude Gueux, waarin het verhaal wordt verteld van een echt bestaande moordenaar die wordt terechtgesteld in Frankrijk. Dit korte verhaal zou later door Hugo worden beschouwd als een voorloper van zijn immense werk over sociale ongelijkheid, Les Misérables. De eerste stappen naar deze roman werden waarschijnlijk al gezet rond 1830, maar het zou duren tot 1862 voor het boek volledig af was en gepubliceerd kon worden.

### Politiek leven
Tijdens zijn opvoeding had zijn royalistische moeder een grote invloed gehad op Victor Hugo. Geleidelijk aan liet hij zich echter overtuigen door de waarden van de democratie. (J’ai grandi (Ik ben gegroeid) schrijft hij hierover in een van zijn gedichten, bij wijze van zelflegitimatie.) Hugo was een aanhanger geworden van de liberale en humanitaire democratie.
In de jaren 40 van de negentiende eeuw klom Hugo op tot de hoogste rangen van de literaire en politieke wereld. In 1841, na vijf onsuccesvolle kandidatuurstellingen, werd hij verkozen tot de Académie française (stoel 14, als opvolger van Népomucène Lemercier). In 1845 werd hij door koning Louis-Philippe aangesteld als pair de France. In het parlement sprak Hugo zich uit tegen de doodstraf en de sociale ongelijkheid en voor persvrijheid en o.a. zelfbestuur voor Polen. Na de Revolutie van 1848 en het uitroepen van de Tweede Franse Republiek werd Hugo verkozen tot afgevaardigde in de Assemblée législative en de Assemblée constitutionnelle. Zijn afkeer van anarchie zorgde er ook voor dat hij de onderdrukking van de arbeidersopstand door Cavaignac steunde. Hugo waakte echter wel over de vrijheid van spreken en schrijven en over de rechten van het volk en, daar hij geloofde dat deze konden worden gevrijwaard door prins Lodewijk-Napoleon Bonaparte, steunde hij diens kandidatuur voor het presidentschap.
De successen in dit decennium werden echter overschaduwd door een aantal familiedrama’s. Zijn vrouw onderhield een (platonische) relatie met Sainte-Beuve. Zijn broer Eugène, die krankzinnig was geworden, overleed. Zijn overspelige relatie met Léonie Biard kwam aan het licht en zorgde voor een schandaal. Zijn dochter Léopoldine en haar man verdronken beiden in de Seine op 4 september 1843 te Villequier. Vooral door de dood van zijn dochter, die Hugo diep raakte, publiceerde hij niets meer in de periode 1843-1851.

### Ballingschap

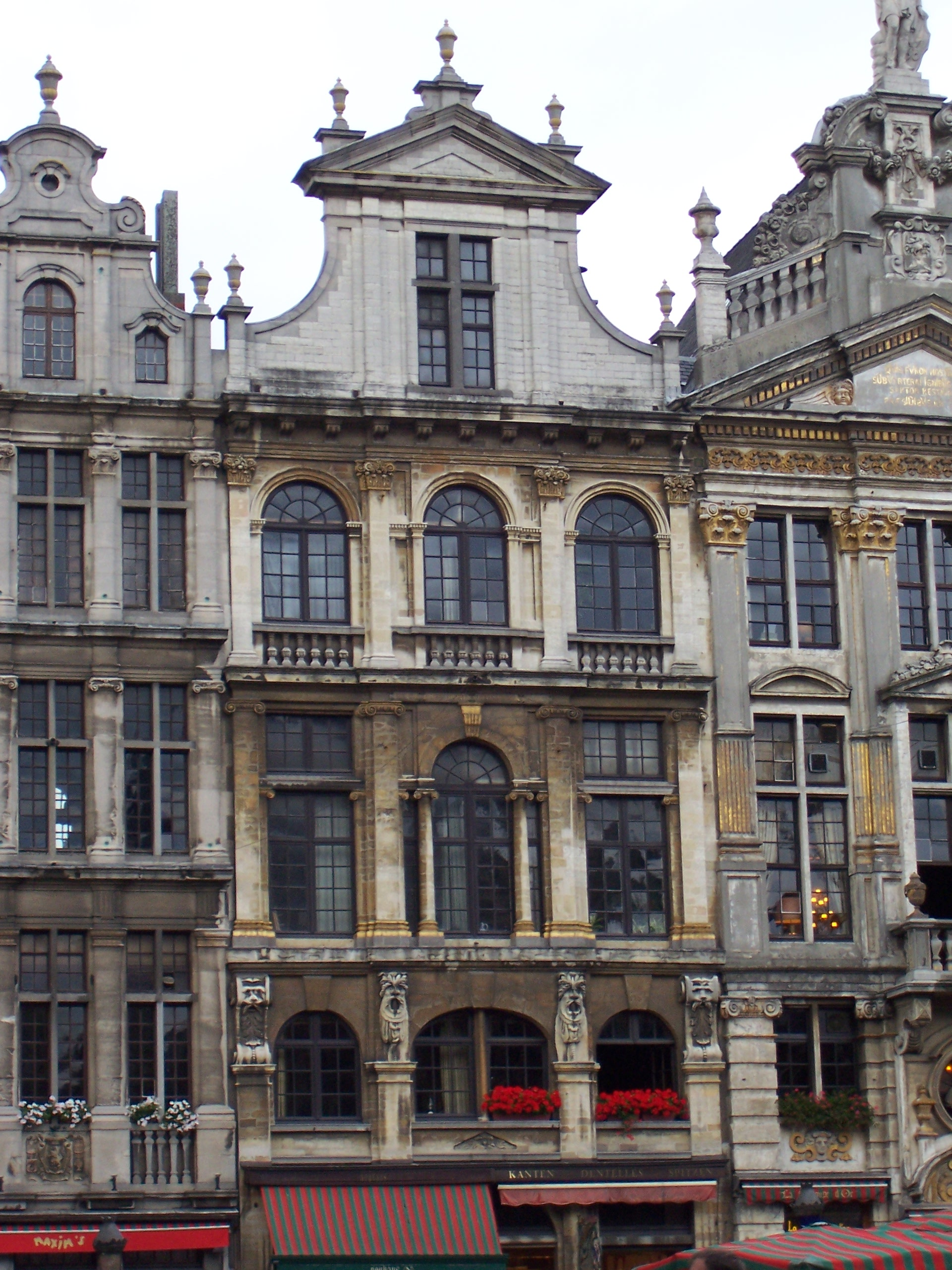
In dit huis in Brussel, bekend als "Le Pigeon", leefde Hugo gedurende een tijd.

Naarmate Napoleon III steeds meer neigingen vertoonde tot alleenheerschappij, stelde Victor Hugo zich vijandiger tegen hem op. Na de staatsgreep van Napoleon III, waarbij deze een antiparlementaire grondwet instelde, keerde Hugo zich volledig af van de nieuwe keizer en zocht hij toenadering tot de republikeinse linkerkant. Hugo noemde de keizer openlijk een verrader van Frankrijk. Nadat hij geprobeerd had het volk op te zetten tot verzet, werd Hugo met arrestatie bedreigd en ging hij in ballingschap. Hij vluchtte eerst naar Brussel, toen naar het Kanaaleiland Jersey en vestigde zich uiteindelijk op Guernsey, waar hij zou leven tot 1870, zelfs al had Napoleon III in 1859 amnestie verleend aan alle ballingen. Hugo weigerde toen om terug te keren naar Frankrijk omdat dat betekende dat hij zijn kritiek op de regering zou moeten staken. Hij verwoordde het als volgt: "Et s'il n'en reste qu'un, je serai celui-là" (En als er nog maar een overblijft, dan zal ik diegene zijn). Zo kreeg Hugo het aureool van onverzettelijke balling. Zijn ballingschap maakte van Hugo een werkelijke levende legende, een mythisch figuur.
Tijdens zijn ballingschap vond hij in zijn nieuwe omgeving nieuwe inspiratie, onder andere door enkele bijzondere spiritistische experimenten (ingegeven door het pijnlijk verlies van zijn dochter Léopoldine), op schrift gesteld in Les Tables tournantes de Jersey.
Hugo publiceerde ook verscheidene beroemde pamfletten tegen Napoleon III, zoals Napoléon le Petit (De kleine Napoleon) en Histoire d’un crime (Geschiedenis van een misdaad), waarin hij de staatsgreep van Napoleon III om morele redenen veroordeelde. Tijdens zijn verblijf op Guernsey schreef hij ook enkele van zijn beste werken. Hij publiceerde drie alom geprezen dichtbundels: Les Châtiments (1853), Les Contemplations (1856) en La légende des siècles (1859-1883). Daarnaast werden ook romans gepubliceerd, zoals de beroemde roman Les Misérables (1862). Zich goed bewust van de hoge standaard van zijn werk, besloot Hugo de publicatie toe te wijzen aan de hoogste bieder. Dat was de Belgische uitgeverij Lacroix en Verboeckhoven, die al zes maanden voor de publicatie persberichten de wereld instuurde en een nooit eerder geziene marketingcampagne opzette. Aanvankelijk werd enkel het eerste deel (Fantine) gepubliceerd, dat tegelijkertijd in verschillende grote steden uitkwam. Het boek was al na een paar uur uitverkocht en had een grote invloed op de Franse maatschappij. Er waren zowel enthousiaste voorstanders als intense tegenstanders die het boek veroordeelden. Het boek gaf zelfs aanleiding tot discussies in de Assemblée nationale. Tegenwoordig wordt Les Misérables gezien als een literair meesterwerk en is het meermaals bewerkt voor televisie, film en musical.
In zijn eerste roman na Les Misérables keerde Hugo zich af van de maatschappijkritiek. Les Travailleurs de la mer uit 1866 was opgedragen aan het eiland Guernsey en werd goed ontvangen. Hugo beschreef hierin de voortdurende strijd van de mens tegen de zee en de wezens die erin leven. De roman zorgde ook voor een vrij ongewone mode in Parijs: inktvissen. Verscheidene inktvisgerechten zagen het leven, er waren tentoonstellingen gewijd aan de inktvis, een dier dat tot dan toe door velen als mythisch werd beschouwd en er werden zelfs inktvisfeestjes georganiseerd. In het straatbeeld doken zelfs inktvishoeden op.
In 1869 verscheen de roman L’Homme qui rit die opnieuw aanknoopte bij de politieke en sociale kritiek van Les Misérables. De roman toonde een kritisch beeld van de aristocratie. De roman was echter niet zo succesvol als de vorige en Hugo merkte zelf al de afstand die ontstond tussen hemzelf en literaire tijdgenoten als Flaubert en Zola, wier naturalistische romans in populariteit de zijne overstegen. Hugo’s laatste roman, Quatre-vingt-treize, uit 1873, behandelde een onderwerp dat Hugo tot dan toe had vermeden: de Terreur na de Franse Revolutie.
Tijdens de jaren 1860 trok Hugo ook verscheidene malen door het Groothertogdom Luxemburg als toerist. In 1871 vond hij in het groothertogdom ook toevlucht gedurende drieënhalve maand (1 juni - 23 september), nadat hij uit België uitgewezen was omdat hij hevig geprotesteerd had tegen de weigering asiel te verlenen aan communards die in de Franse hoofdstad werden vervolgd. Hij verbleef achtereenvolgens te Luxemburg, te Vianden (tweeënhalve maand), te Diekirch en te Mondorf, waar hij een kuur volgde.

### Terugkeer naar Frankrijk en levenseinde

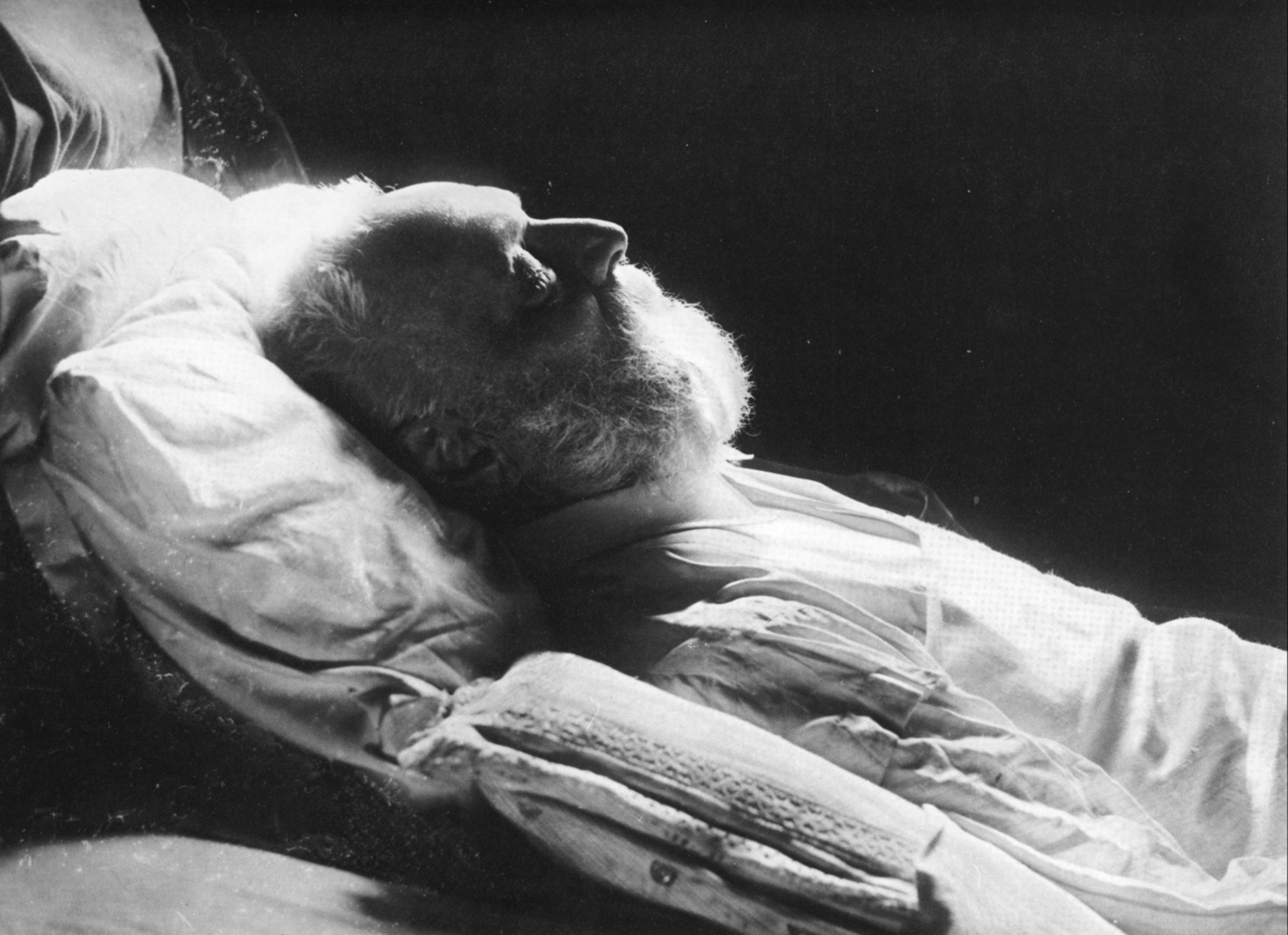
Victor Hugo op zijn sterfbed.

In 1870 keerde Victor Hugo terug naar Frankrijk, nadat Napoleon III tijdens de Slag bij Sedan door Pruisen werd verslagen en de Derde Franse Republiek was afgekondigd. Zijn terugkeer in Parijs was triomfantelijk. Hij werd als een ware nationale held ingehaald. Hugo werd verkozen in de Assemblée nationale, maar moest na een tijd vaststellen dat ook dit regime voor hem teleurstellend was, waarop hij zich terugtrok uit de actieve politiek. Op korte tijd beleefde hij de belegering van Parijs, kwam hij een milde beroerte te boven, werd zijn dochter Adèle in een krankzinnigengesticht opgenomen, en stierven zijn twee zoons Charles en François-Victor. Ondanks deze persoonlijke verliezen bleef Hugo zich inzetten voor zijn politieke ideeën. Hij wijdde de laatste jaren van zijn leven aan de bescherming van de communards en aan de bewaring van zijn manuscripten voor het nageslacht. Tijdens de laatste jaren van zijn leven bleef hij ook schrijven. Zo publiceerde hij in 1870 Religions et religion (over de grenzen en mogelijkheden van de wetenschap), in 1872 L’année terrible (een poëtisch commentaar op de Commune), in 1873 zijn laatste roman Quatre-vingt-treize, in 1877 L’Art d’être grand-père en in 1881 Les Quatre Vents de l’esprit.
Victor Hugo overleed op 22 mei 1885 op 83-jarige leeftijd. Zijn laatste woorden waren "Je vois une lumière noire" (Ik zie een zwart licht). Zijn dood gaf aanleiding tot een nationale rouw. Zijn lijkkist stond enkele dagen onder de Arc de Triomphe, vanwaar hij onder massale belangstelling werd vervoerd naar zijn laatste rustplaats in het Panthéon. Men schat dat zo’n drie miljoen mensen hem de laatste eer hebben bewezen.

## Oeuvre
Hugo was een schrijver die een groot aantal genres met succes heeft beoefend, namelijk die van het roman, het theater, de poëzie en de essay. Hij had een passie voor het woord, op voorwaarde dat het geankerd zou zijn in de geschiedenis. Bijgevolg is het dan ook heel moeilijk om de fictie te onderscheiden van zijn politiek engagement.

### Romans

#### Moeilijk te klasseren werk

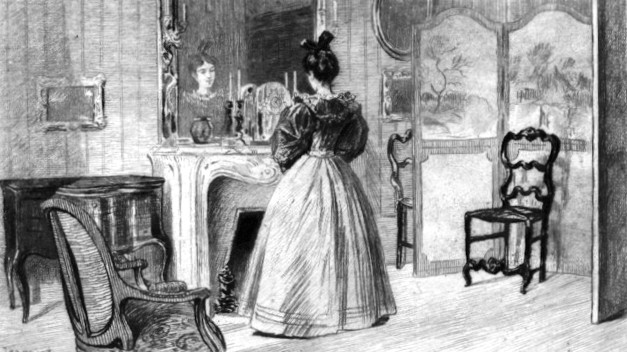
Cosette kijkt in de spiegel, scène uit Les Misérables.

Victor Hugo heeft negen romans nagelaten. Zijn eerste roman was Bug-Jargal, geschreven op zestienjarige leeftijd, zijn laatste, Quatre-vingt-treize, op zeventigjarige leeftijd. Zijn romanoeuvre bestrijkt dus alle leeftijden van de schrijver en alle literaire stromingen van zijn tijd. Toch heeft Hugo zich nooit helemaal geïdentificeerd met een van die literaire stromingen. Zijn romans vertonen eigenschappen van stromingen, maar passen nooit volledig in die stroming. Romans zoals Han d’Islande en Notre-Dame de Paris lijken op historische romans zoals deze in de mode waren aan het begin van de negentiende eeuw, maar kunnen niet volledig in dit genre worden ingeschreven. Men herkent bij Hugo altijd een zekere parodie op het genre.
Heel vaak hebben Hugo’s romans een sociale en maatschappijkritische inslag. Claude Gueux (1834), de documentaire novelle waarin hij de doodstraf aan de kaak stelde, was een eerste stap in die richting. Les Misérables (1862) heeft zeker een sociale betekenis en vertoont karakteristieken van het realisme, maar kan toch niet volledig worden beschouwd als een realistische roman.
Les Travailleurs de la mer (1866) sluit weer dichter aan bij de romantische esthetiek van het begin van de negentiende eeuw, met zijn verschrikkende natuur en zijn monsters. Sommigen vinden dit werk te pathetisch en melodramatisch.
Zijn laatste roman, Quatre-vingt-treize, uit 1874, behandelt een thema dat in veel van Hugo’s werken doorschemert: de belangrijke rol van de Franse Revolutie op het politieke, sociale, morele en literaire geweten van de 19e eeuw.

#### Een strijdvaardig oeuvre
Hugo’s werk is nooit puur ontspanning: hij zette zijn werk altijd ten dienste van een debat, een discussie over ideeën en opvattingen. Dat blijkt duidelijk in zijn jeugdwerken waarin hij een standpunt inneemt tegen de doodstraf. Ook in zijn volwassen werken merkt men vaak deze strijdvaardigheid. Les Misérables bevat meerdere uitweidingen over de materiële en sociale ellende van het Franse volk. Vaak zijn Hugo’s helden overgeleverd aan een onverbiddelijke fataliteit en aan opgelegde beperkingen die te wijten zijn aan de maatschappij (Jean Valjean), aan de geschiedenis (Quatre-vingt-treize) of aan hun geboorte (Quasimodo in De klokkenluider van de Notre Dame). Men merkt sterk in Hugo’s oeuvre de voorliefde voor het epos waarin de mens het opneemt tegen krachten groter dan zichzelf (de natuur, de maatschappij, het lot).
De kracht van zijn werk is evenwel dat Hugo zijn publiek heeft weten te vinden zonder ooit volledig toe te geven aan de modes van zijn tijd.

### Theater

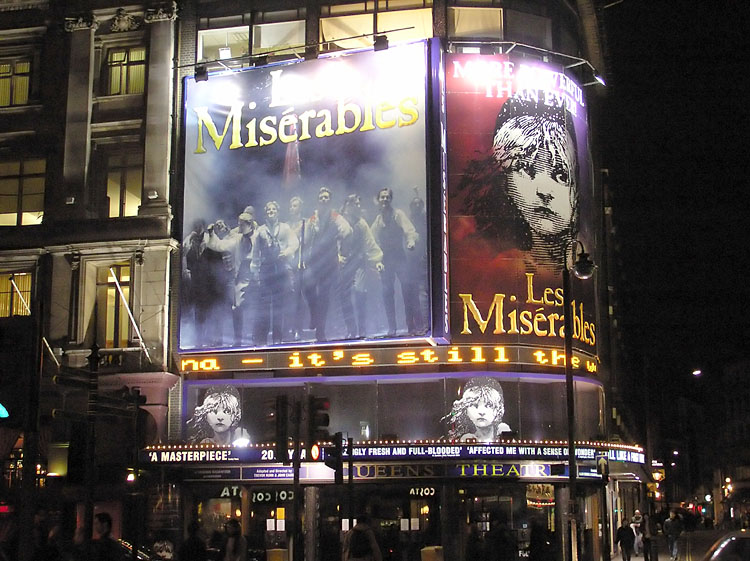
De musical Les Misérables wordt nog regelmatig opgevoerd.

Twee werken hebben een ingrijpende invloed gehad op de ontwikkeling van het romantisch drama en beide zijn van de pen van Victor Hugo: Cromwell (1827) en Hernani (1830).
Op vijfentwintigjarige leeftijd werd Hugo’s toneelstuk Cromwell uitgebracht. Een versdrama dat nooit is opgevoerd, maar bekendheid verwierf door zijn voorwoord, waarin Hugo de basis legde voor een nieuw genre: het romantisch drama. Het voorwoord verwoordde duidelijk de gedachten van de romantici in verband met het theater en werd het manifest van de nieuwe generatie schrijvers. Het klassieke theater met zijn regels moest worden afgebroken en een moderner theater (à la Shakespeare) moest zijn plaats innemen. Hugo stelt dan ook de klassieke regels (eenheid van tijd en van plaats) ter discussie (eenheid van actie, ook wel eenheid van handeling of plot genoemd, was volgens hem wel belangrijk) en brengt de romantische ideeën op de scène: meerdere personages, plaatsen, mengeling van registers. Hij beoogde zo meer leven te brengen in een afgemeten toneelkunst. Dit heeft echter ook tot gevolg dat Cromwell als onspeelbaar wordt bestempeld omwille van zijn ontelbare personages en het feit dat het stuk 6000 verzen telt.
Hugo vat zijn nieuwe ideeën samen in drie woorden: Totalité, Liberté en Transfiguration (Totaliteit, Vrijheid en Transfiguratie). Totaliteit, omdat het toneelstuk een totaalbeeld wil zijn van de realiteit van de dingen, de mensen en de geschiedenis; Vrijheid omdat men zich moet losmaken van het klassieke systeem van de eenheden; Transfiguratie omdat het drama de ontplooiing moet zijn van zowel de Natuur als het Ik. Er moet een werkelijke verandering van de dingen plaatsvinden.
Met Hernani bereikte Hugo wel bekendheid. Dit stuk plaatste hem werkelijk aan het hoofd van de nieuwe generatie schrijvers aan het begin van de negentiende eeuw. Het stuk zette de klassieke regels overboord en was een mise en scène van wat Hugo in zijn voorwoord van Cromwell had ontvouwd. De eerste opvoering werd een echte aanvaring tussen de aanhangers van Hugo – die hij voor de gelegenheid had opgetrommeld – en de verdedigers van de klassieke regels. Er ontstond zowaar een mini-rel tussen de beide kampen die door de Hugo-aanhang – mede door hun luide gejuich – gewonnen werd. De kranten waren echter veel minder lyrisch de dag na de opvoering. Toch bleef het stuk volle zalen trekken en elke avond hoorde men nog wel gesis of gejouw tijdens de opvoering.
De volgende jaren werd Hugo geconfronteerd met de beperkingen van het toneel (de "scène à l’italienne" was weinig geschikt voor grootse toneelstukken) en met de terughoudendheid van de acteurs om mee te spelen in zijn gedurfde stukken. Uiteindelijk zal een zaal worden opgericht die volledig is aangepast aan de vereisten van het romantisch drama: het Théâtre de la Renaissance, waar Hugo in 1838 zijn stuk Ruy Blas laat opvoeren.
Het mislukken van zijn stuk Les Burgraves in 1843 en de dood van zijn dochter Léopoldine zorgden ervoor dat Hugo nooit meer een stuk ten tonele zou voeren. Hij zou nog enkele drama’s schrijven, maar deze waren nooit bedoeld om opgevoerd te worden.

### Dichtkunst

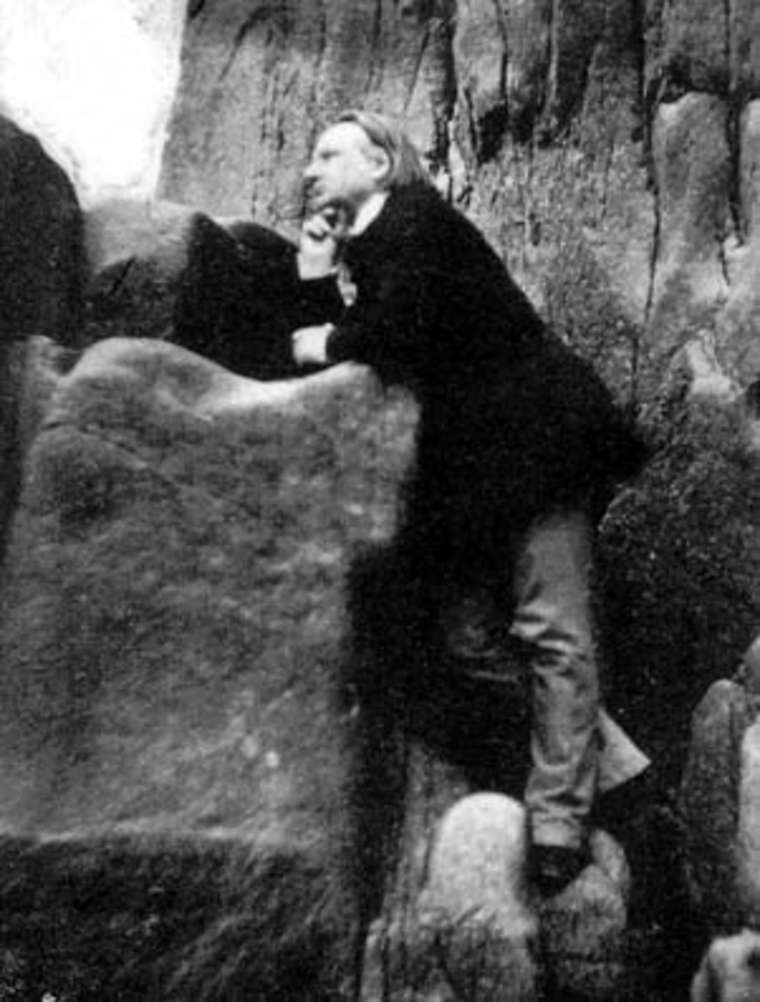
Hugo op de rotsen van Jersey (1853-1855)

Victor Hugo's gedichten zijn een bonte mengeling van alle vereisten en verleidingen van de dichtkunst van zijn tijd: virtuoos in Les Ballades en Les Orientales, lyrisch in Les Rayons et les Ombres, satirisch in Les Châtiments, elegisch in Les Contemplations, episch in La Légende des Siècles.
Voor Hugo is alles een onderwerp, alles mag door het gedicht worden behandeld. Daarom vindt men vaak in een bundel gedichten van verschillende oorsprong, uiteenlopend, maar toch complementair.
Zijn eerste verzen, Odes uit 1822, laten al meteen thema’s zien die meermaals in Hugo’s werk zullen terugkomen: de Geschiedenis, de wereld van zijn tijd, godsdienst en de rol van de dichter. Men merkt ook in zijn opeenvolgende uitgaven van zijn Odes (vier uitgaven van 1822 tot 1828) een steeds minder klassieke en een steeds meer romantische aanpak.
Zijn hele werk verenigt hij in 1828 onder de titel Odes et Ballades, waarin men kan zien hoe de jonge dichter vrijheden neemt met het metrum en de traditionele poëtica. De dichtbundel illustreert ook de geleidelijke evolutie in Hugo’s denken: de fervente katholiek stelt zich steeds meer tolerant op, de royalist wordt minder rigide en staat meer open voor de napoleontische gedachte. Hugo gaat zijn dubbele achtergrond (napoleontisch via zijn vader, royalistisch via zijn moeder) niet uit de weg en plaatst ze zelfs tegenover elkaar in een poging ze te overstijgen.
In Hugo’s beginnende carrière blijkt een interesse voor de l'art-pour-l'artdoctrine, wanneer hij zijn bundel Les Orientales uitbrengt. De bundel knoopt aan bij het thema van het Oosten en het exotisme dat toen in de mode was.
Dezelfde thema’s vinden we terug in Hugo’s lyrische gedichten uit de jaren 30: Les Feuilles d’Automne (1831), Les Chants du Crépuscule (1835), Les Voix intérieures (1837) en Les Rayons et les Ombres (1840).
Les Feuilles d’Automne is een bundel met nog vrij conventionele gedichten.
Zijn tweede bundel, Les Chants du Crépuscule, is al van een andere toonaard. Hier merkt men al de verschuivingen in Hugo’s gedachtegoed. De gedichten laten een drievoudige thematiek zien: een mindering van geloof, een mindering van de monarchistische idee en een mindering van huwelijksgeluk, vooral ook door de ontmoeting met zijn minnares Juliette Drouet en de overspelige relatie van zijn vrouw met Sainte-Beuve.
In Les Voix intérieures vinden we de thematiek van Hugo terug in de stemmen (les Voix) die het woord nemen: de stem van de Geschiedenis, de stem van de Natuur en de stem van de Mens. Deze stemmen zitten in ons en antwoorden op het gezang dat wij buiten ons horen.
Les Rayons et les Ombres sluit dit vruchtbare decennium af. Deze bundel toont hoe Hugo groeit naar een zekere maturiteit en hoe hij evolueert van intimisme naar een meer dramatische en visionaire inspiratie.

#### Verbanning
De verzen die Hugo schreef tijdens zijn verbanning zijn van een heel ander karakter. Les Châtiments (1853) heeft een strijdlustig karakter, bedoeld om weerstand te bieden tegen keizer Napoleon III. Het is een satirisch werk bedoeld om de spot te drijven met de nieuwe keizer. De gedichten werden beroemd omwille van hun geestdrift en hun bijtende spot. Ze vallen ook op door de authenticiteit van gevoelens en overtuigingen die ze bezielen.
In de lente van 1856 verscheen de bundel Les Contemplations, die een einde maakten aan de lyrische stilte van Victor Hugo, die zich sinds Les Rayons et les Ombres (1840) meer had beziggehouden met politieke actie. De gedichten beantwoorden aan een nood tot heropbouw van een betekenis van het leven, zeker na de dood van zijn geliefde dochter en zijn ballingschap. De bundel omvat twee delen, Autrefois (Vroeger) en Aujourd’hui (Vandaag), en zijn gecentreerd rond de dood van Hugo’s dochter Léopoldine, die symbool staat voor de geestelijke dood van de dichter. De 59 gedichten onder Autrefois zouden geschreven zijn voor 1843, die onder Aujourd’hui (waaronder het bekende Demain dès l’aube…) na haar overlijden. Les Contemplations biedt een zekere synthese van christendom, pantheïsme en mysticisme in de lijn van Emanuel Swedenborg en Louis-Claude de Saint-Martin.
De gedichten van Hugo’s laatste bundel, La Légende des Siècles, werden gepubliceerd in drie series, in 1859, 1877 en 1883, en werden tot één versmolten in 1885. Hugo zei zelf dat hij in dit werk de mensheid opeenvolgend en tegelijkertijd in al haar aspecten wou beschrijven. Het gaat hier om een reeks gedichten over episodes uit de Bijbelgeschiedenis, de oudheid en de moderne tijd, als het ware de synthese van de geschiedenis van de wereld in een immens groot epos dat bestaat uit verschillende kleine epen, samengevat in een cyclisch geheel. In deze bundel ziet men al een ontwikkeling in de richting van de symbolisten.

### Tekeningen

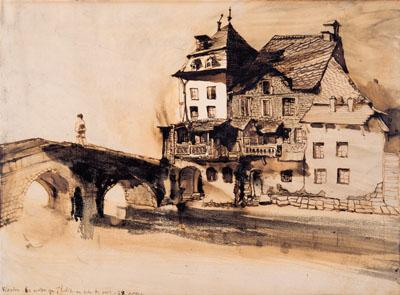
Tekening van het Victor Hugo museum, door Hugo zelf.

Hugo was niet alleen een zeer begenadigd schrijver, maar ook een talentvol tekenaar. Tijdens zijn leven heeft hij zo’n 4000 tekeningen geproduceerd. Oorspronkelijk was dit slechts een hobby, maar de hobby werd steeds belangrijker naarmate hij zich meer ging toeleggen op de politiek en minder op het schrijven. Zozeer zelfs dat tekenen zijn creatieve uitlaatklep werd in de periode 1848-1851.
Hugo werkte alleen op papier en meestal in klein formaat. Zijn tekeningen waren gewoonlijk in donkerbruin of zwart, met soms witte accenten, maar zeer zelden in kleur. De meeste van zijn tekeningen doen verrassend genoeg vrij modern aan en kondigen experimentele technieken aan die men kent uit het surrealisme of het postimpressionisme. In het begin zijn zijn tekeningen nog vrij realistisch, maar met zijn verbanning en de confrontatie met de zee worden ze meer en meer fantastisch.
Hij gebruikte allerlei materialen om te tekenen: van stencils over inktvlekken (die hij al dan niet door "pliage" deed ontstaan, cf. Rorschachvlekken) tot houtskool (op het uiteinde van een lucifer) en zijn vingers. Soms gebruikte hij zelfs koffie of roet om de gewenste resultaten te behalen. Er is zelfs gemeld dat Hugo met zijn linkerhand tekende zonder naar het blad te kijken, of gedurende seances om zijn onderbewuste te laten spreken, een concept dat later werd verspreid door Sigmund Freud.
Hugo publiceerde zijn tekeningen nooit, maar gebruikte ze wel om zijn familie en vrienden mee te verblijden, bijvoorbeeld als nieuwjaarskaart of als visitekaartje. Enkele van zijn werken werden aan kunstenaars van zijn tijd zoals Vincent van Gogh en Eugène Delacroix getoond, die ze zeer apprecieerden. Ook Charles Baudelaire liet zich positief uit over Hugo’s tekeningen.
Hugo gebruikte zijn tekeningen ook om zijn eigen werk te illustreren, zoals hij gedaan heeft voor Les Travailleurs de la Mer.

## Hugo’s gedachtegoed
Vanaf 1849 ongeveer wijdde Hugo zijn leven hoofdzakelijk aan drie onderwerpen: politiek, godsdienst en humane en sociale filosofie.

### Politiek

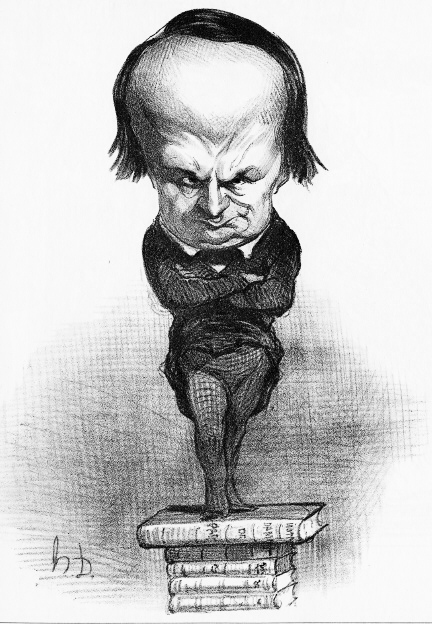
Cartoon van Hugo door Daumier, gemaakt in 1849 op de top van Hugo's politieke carrière.

Victor Hugo streefde naar verandering van de maatschappij en stelde de sociale ongelijkheid aan de kaak. Hij kritiseerde de rijken die er enkel naar streefden winst te maken zonder die winst opnieuw te herinvesteren in de productie. Dit werd hem echter niet in dank afgenomen door de bourgeoisie.
Hugo verzette zich ook tegen geweld, wanneer dit wordt gebruikt tegen een democratische macht (conform de verklaring van de rechten van de mens). Hij vond geweld echter gerechtvaardigd tegenover een illegitieme macht. Vandaar riep hij in 1851 de mensen op tot opstand tegen Napoleon III. Zijn afkeer voor anarchie drukte hij als volgt uit in het blad L’Evénement, dat hij zelf stichtte: "Sterke haat tegen de anarchie, tedere en diepe liefde voor het volk."
Hugo sprak zich eveneens uit tegen de doodstraf. In zijn jeugd heeft hij verscheidene terechtstellingen bijgewoond en hij heeft zich er de rest van zijn leven tegen verzet. Twee jeugdromans, Le dernier Jour d’un Condamné (1829) en Claude Gueux (1834) benadrukken de wreedheid, de onrechtvaardigheid en de inefficiëntie van deze straf. Goed wetende dat literatuur niet volstaat om politieke invloed te hebben, heeft Hugo ook zijn standpunt verkondigd op alle politieke niveaus.
Tijdens zijn politieke carrière heeft Hugo ook meerdere grote toespraken gehouden:
- tegen de ellende (Toespraak over de ellende, 9 juli 1849)
- over de plaats van de vrouw (bij de begrafenis van George Sand, 10 juni 1876)
- tegen het godsdienstig onderwijs en voor het gratis openbaar onderwijs (Toespraak over het wetsontwerp over het onderwijs, 15 januari 1850)
- verscheidene pleidooien tegen de doodstraf
- verscheidene toespraken ten voordele van de vrede (Openingstoespraak van het Vredescongres, 21 augustus 1849)
- een pleidooi voor het algemeen kiesrecht

### Godsdienst

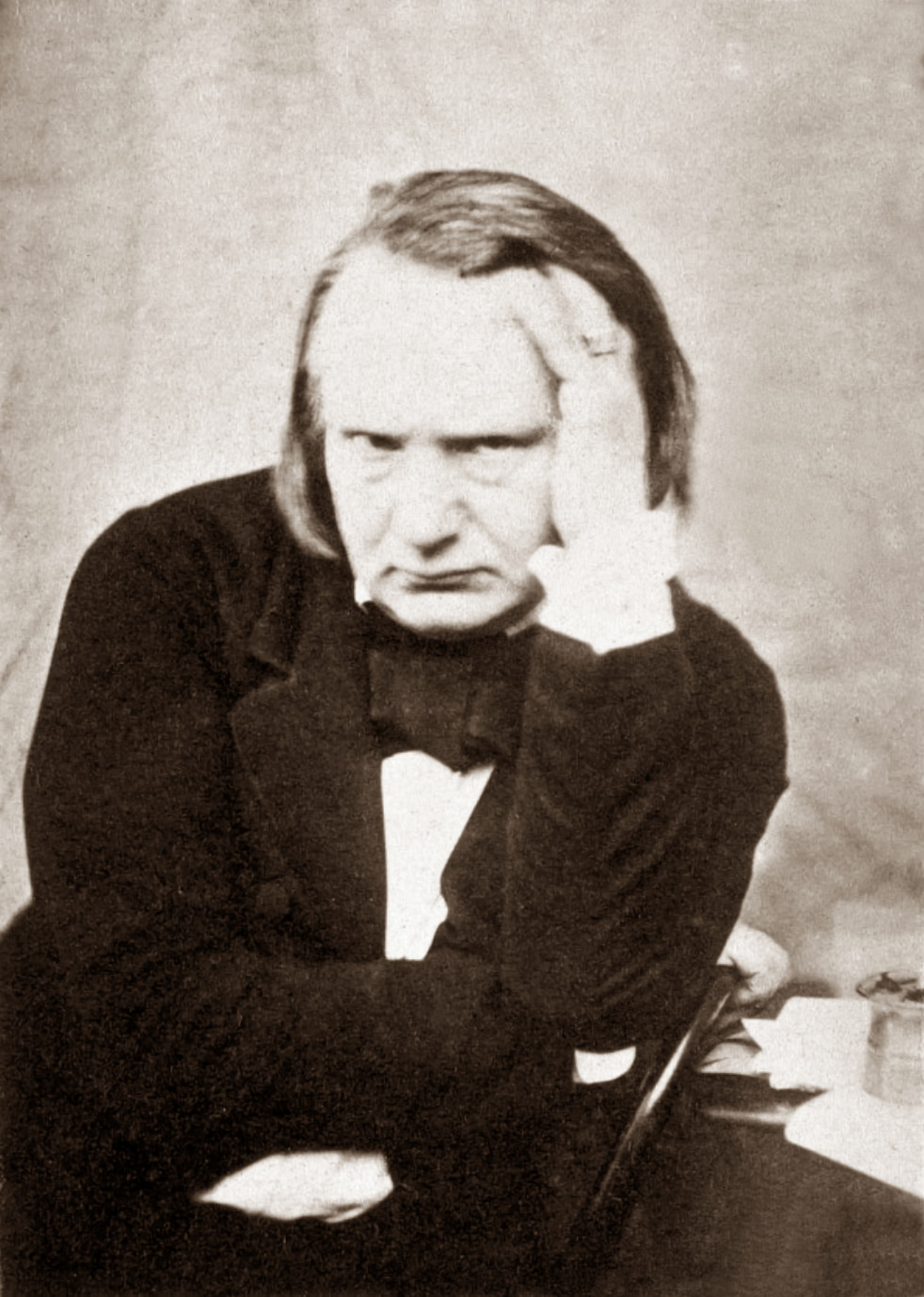
Hugo in zijn "spiritistische" periode op Jersey

Victor Hugo’s godsdienstige opvattingen veranderden in de loop van zijn leven. Beïnvloed door zijn moeder was Hugo in zijn jeugd een katholiek en uitte hij respect voor de kerkelijke hiërarchie en autoriteit. Hij evolueerde vervolgens naar een niet-praktiserend katholiek om uiteindelijk steeds meer antipapale en antiklerikale opvattingen te uiten.
Tijdens zijn ballingschap hield hij zich bezig met het spiritisme (o. a. seances om in contact te treden met zijn verdronken dochter). In latere jaren evolueerde hij naar een rationalistisch deïsme, verwant aan het deïsme van Voltaire.
Hugo behield zijn hele leven een zekere antipathie tegenover de Katholieke Kerk. Dit was vooral te wijten aan de onverschilligheid van de Kerk tegenover de smeekbede van de werkende klasse die door de monarchie verdrukt werd. Een tweede mogelijke reden was misschien de frequentie waarmee Hugo’s werk op de lijst van verboden boeken van de paus terechtkwam. Zo telde Hugo zo’n 740 aanvallen op Les Misérables in de katholieke pers.
Bij de dood van zijn zoons Charles en François-Victor stond Hugo erop dat ze begraven zouden worden zonder priester of kruisbeeld, en hij legde hetzelfde vast in zijn testament.
Hoewel Victor Hugo geloofde dat het katholieke dogma verouderd en stervende was, heeft hij nooit de Kerk rechtstreeks aangevallen. Hij bleef bovendien een zeer religieus man die sterk geloofde in de kracht en de noodzaak van het gebed.
Daarentegen kan men Hugo’s rationalisme echter in vele van zijn werken terugvinden: Torquemada (1869, over religieus fanatisme), en, postuum verschenen, La Fin de Satan (1886) en Dieu (1891), twee onafgewerkte gedichten waarin hij respectievelijk de val en het berouw van de geest van het Kwaad en de groter wordende kennis van het goddelijke met als apotheose een God van goedheid en waarheid beschrijft.

### Verenigde Staten van Europa
Een van de politieke denkbeelden die Hugo zijn hele leven trouw bleef, zowel in zijn toespraken als zijn geschriften, is dat van de toekomstige Verenigde Staten van Europa.
Hugo’s tijdgenoten beschouwden dit idee als absurd en utopisch. Frankrijk en Duitsland werden immers beschouwd als erfvijanden en waren ook voorbestemd dat te blijven. Men zou pas na twee wereldoorlogen een begin maken met Europese samenwerking, met in het verlengde daarvan een politieke integratie.
Verscheidene malen maakte Hugo toespelingen op dit denkbeeld:
- (Toespraak voor de Assemblée nationale, 1 maart 1871)

« Plus de frontières ! Le Rhin à tous ! Soyons la même République, soyons les États-Unis d’Europe, soyons la fédération continentale, soyons la liberté européenne, soyons la paix universelle ! »

(Vert. : Geen grenzen meer! De Rijn voor iedereen! Laten we dezelfde republiek zijn, laten we de Verenigde Staten van Europa zijn, laten we de continentale federatie zijn, laten we de Europese vrijheid zijn, laten we de universele vrede zijn!)
- Toen in 1876 op gewelddadige wijze de Bosnische Serviërs en de Bulgaren, die in opstand waren gekomen tegen het Ottomaanse Rijk, werden onderdrukt, schreef Hugo een manifest getiteld Pour la Serbie:

« Les crimes sont des crimes parce qu'il n'est pas plus permis à un gouvernement qu'à un individu d'être un assassin, c'est que l'Europe est solidaire. [...] Ce qui se passe en Serbie montre la nécessité des États-Unis d'Europe. Qu'aux gouvernements désunis succèdent les peuples unis. »

(Vert. : Misdaden zijn misdaden omdat het niet meer geoorloofd is voor een regering dan voor een individu om een moordenaar te zijn, dat is omdat Europa solidair is. […] Wat er gebeurt in Servië toont de noodzaak aan voor de Verenigde Staten van Europa. Dat op verdeelde regeringen verenigde volkeren volgen.)

## Hugo en zijn tijdgenoten

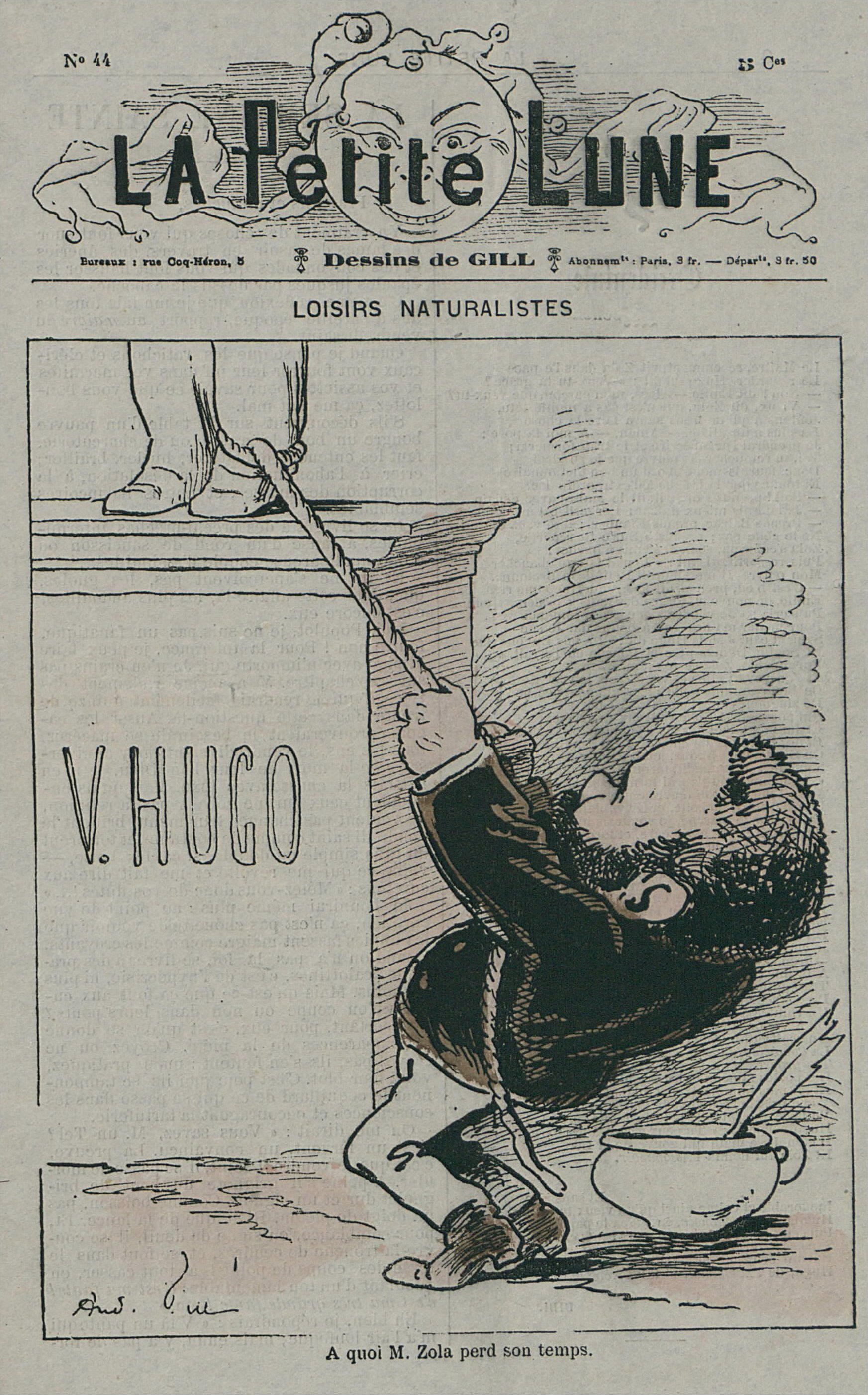
Karikatuur waarin Zola probeert Hugo van zijn voetstuk te halen.

Met Honoré de Balzac en Gérard de Nerval onderhield Hugo een relatie van wederzijds respect en bewondering. Met Alexandre Dumas had hij een vriendschapsband, die, met enkele hoogtes en laagtes, een heel leven zou duren. Met Alphonse de Lamartine is de rivaliteit iets scherper: Hugo bleef zijn bewondering uiten voor de dichter, maar gunde hem geen literaire vooraanstaandheid bij diens succes. De relatie met Charles Augustin Sainte-Beuve was er eerst een van vriendschap, maar nadat deze een relatie was begonnen met zijn vrouw Adèle, werden alle banden verbroken.
Hugo werd in zijn tijd een levende legende. Zijn talent, zijn originaliteit, zijn grootsheid, zijn integriteit en zijn twintig jaar ballingschap maakten van hem een populaire figuur, bewonderd door zijn gelijken en gevreesd door de politici. Vele jonge dichters stuurden hem hun verzen op, anderen toonden zich eerder onrespectvol. Onder de politici twijfelden de linkse republikeinen aan zijn bekering en waren de monarchisten weinig vergevingsgezind jegens diegene die zijn milieu verraden had.
Hugo geraakte tijdens zijn levensloop ook bevriend met Emile Deschanel en werd zo petevader van Paul Deschanel, voormalig frans president.
Charles Baudelaire had heel veel bewondering voor Hugo, maar ergerde zich aan diens politieke verzen. Dit is typerend voor de ambigue relatie die veel schrijvers hadden met Victor Hugo.
Émile Zola verweet Hugo zijn zachtheid jegens de communards zoals anderen hem zijn te sociaal georiënteerde standpunten verweten.
Gustave Flaubert was vol bewondering voor de romantische Hugo van 1830, maar had ook wantrouwen voor de "oude krokodil" waarvan hij de filosofische uitweidingen in Les Misérables onverteerbaar vond. Baudelaire en Verlaine deelden die mening, net zoals anderen die meenden dat kunst en politiek engagement niet samen horen te gaan.
Lang na zijn dood wist Hugo nog tegenstrijdige reacties op te wekken: Charles Maurras verafschuwde hem, François Mauriac had de grootste bewondering voor hem.

## Doorwerking van zijn werk
De werken van Victor Hugo hebben aanleiding gegeven tot ontelbaar veel adaptaties voor televisie, film en theater.

#### Televisie
Heel wat adaptaties, vooral voor de Franse televisie, zijn verschenen in de twintigste eeuw. Een van de grootste successen was Les Misérables uit 1985 van Robert Hossein met o. a. Lino Ventura, Jean Carmet en Michel Bouquet.

#### Film
De meeste filmadaptaties zijn gemaakt van Les Misérables (een twintigtal), gevolgd door De klokkenluider van de Notre-Dame. Het universele karakter van Hugo’s werk blijkt duidelijk uit de verscheidenheid aan adaptaties die doorheen de jaren zijn gemaakt van zijn werk: Don Caesar de Bazan (1915, gebaseerd op Ruy Blas, Amerikaans); Badshah Dampati (1953, adaptatie van Notre-Dame de Paris, Indisch); Re Mizeraburu: Kami To Akuma (1950, Japanse adaptatie van Les Misérables in een Japans kader onder de Meiji-periode); Al Bo’asa (1978, Egyptisch adaptatie van Les Misérables); L’Uomo che ride (1966, Italiaanse adaptatie van L’Homme qui rit).
Ook het tekenfilmgenre heeft zich geïnspireerd op het werk van Hugo met de Disney-tekenfilm De klokkenluider van de Notre Dame. Er is ook een Japanse tekenfilmversie van Les Misérables uit 1979.

#### Opera
Hoewel Hugo niet erop gesteld was dat men adaptaties op muziek maakte van zijn werk, zijn er meerdere opera’s op zijn werk gebaseerd.
- Lucrezia Borgia van Gaetano Donizetti (1833), naar Lucrèce Borgia
- Il Giuramento van Saverio Mercadante (1837), naar Angelo, tyran de Padoue
- Ernani van Verdi (1844), gebaseerd op het toneelstuk Hernani
- Rigoletto van Verdi (1851), gebaseerd op Le Roi s’amuse
- La Gioconda van Amilcare Ponchielli, gebaseerd op Angelo, tyran de Padoue

Hugo’s vriend Franz Liszt componeerde meerdere symfonische gedichten geïnspireerd door zijn werk: Ce qu'on entend sur la montagne, S95, gebaseerd op Les Feuilles d’automne en Mazeppa, gebaseerd op Les Orientales. Ook andere componisten waagden zich aan Hugo’s "verboden" werk: Georges Bizet, Richard Wagner, Camille Saint-Saëns, Léo Delibes en Gabriel Fauré.

### Musical
- Les Misérables (1980), adaptatie van Alain Boublil en Claude-Michel Schönbergen, een van de meest bekende musicals, gespeeld in 29 landen en bijna 200 steden. De musical is vertaald in 18 talen en gezien door minstens 42 miljoen toeschouwers.
- Notre-Dame de Paris (1999), adaptatie van Luc Plamondon en Richard Cocciante.

### Lied
Meerdere zangers zoals Georges Brassens en Julos Beaucarne hebben gedichten van Hugo in zang omgezet.

### Beroemd citaat
"Il n'y a rien de plus formidable qu'une idée dont le temps est venu." (Niets is krachtiger dan een idee waarvoor de tijd rijp is.)

## Eerbetoon aan Victor Hugo
- Parijs en andere Franse steden hebben een grote straat naar Victor Hugo vernoemd.
- Parijs heeft ook een metrostation Victor Hugo.
- Victor Hugo werd zesde in de zoektocht naar de "Grootste Fransman aller tijden", georganiseerd door France 2.
- Zijn as is naar het Panthéon overgebracht.

## Werk

### Theater
- Cromwell, drame[a][b] (1827)
- Hernani (1830). Vertaald als: Hernani, drama in vijf bedrijven[c]. Amsterdam, Meeuwissen, 1893
- Marion de Lorme[d] (1831). Vertaald als: Drama Marion de Lorme[e]. Amsterdam, 1870
- Le Roi s'amuse, drame[f] (1832)
- Lucrèce Borgia (1833)
- Marie Tudor. Drame[g] (1833)
- Angelo, tyran de Padoue, drame en trois journées[h] (1835). Vertaald als: Angelo, tyran van Padua, tooneelspel[i]. Amsterdam, 1842
- Ruy Blas, drame en cinq actes (1838)[j]. Vertaald als: Ruy Blas, drama in 5 bedrijven[k]. Amsterdam 1854
- Les Burgraves trilogie[l] (1843)
- Torquemada, drame (1882)
- Théâtre en liberté (1886)
- Amy Robsart (postuum, 1889, over de dood van Amy Robsart)

### Romans
- Han d'Islande (1823). Vertaald als: Han van IJsland, of De laatste afstammeling van Ingolphus den verdelger[m]. Amsterdam, Gebroeders Van Arum, 1830
- Bug-Jargal ou l'esclave genereux : suivie de détails historiques et géographiques sur l'île de Saint Domingue, tirés des lettres édifiantes et curieuses[n] (1826). Vertaald als: Bug-Jargal, een verhaal uit den negeropstand op San Domingo[o]. Amsterdam, Minerva, 1930
- Le Dernier Jour d'un condamné (1829). Vertaald als: De laatste dag van eenen ter dood veroordeelden[p]. 's-Gravenhage, G. Vervloet, 1829
- Notre-Dame de Paris[q][r][s] (1831). Vertaald als De klokkenluider van de Notre-Dame, roman uit het Middeleeuwsch Parijs. Amsterdam, Minerva, 1930
- Claude Gueux (1834). Vertaald als: Claude Gueux[t]. Amsterdam : Minerva, 19??
- Les Misérables (1862)[u][v][w][x][y][z][aa][ab][ac]. Vertaald als: De ellendigen[ad][ae][af][ag][ah]. Rotterdam, Nijgh, 1862
- Les Travailleurs de la mer[ai][aj][ak] (1866). Vertaald als: De kampioenen van de zee[al]. Utrecht, Bosch, 1866-1867
- L'Homme qui rit (1869). Vertaald als: De man die lacht'[am][an]. Rotterdam, Nijgh, 1869
- Quatrevingt-treize, premier récit: la guerre civile[ao][ap][aq] (1874). Vertaald als: Drie en negentig[ar]. Rotterdam, 1874

### Poëzie
- Odes et poésies diverses[as] (1822)
- Nouvelles Odes (1824)
- Odes et Ballades (1826)
- Odes et Ballades (1828) (Definitieve versie)
- Les Orientales (1829)
- Les Feuilles d'automne (1831)
- Orientales et ballades[at] (1832)
- Les Chants du crépuscule[au] (1835)
- Les Voix intérieures[av] (1837)
- Les Rayons et les Ombres[aw] (1840)
- Victor Hugo's Balladen. Antwerpen 1845[ax]
- Les Châtiments[ay] (1853)
- Les Contemplations[az][ba] (1856)
- La légende des siècles, Ire série: histoire, les petites épopées[bb][bc] (1859)
- Les Chansons des rues et des bois[bd] (1865)
- L'Année terrible (1872)
- L'Art d'être grand-père (1877)
- Nieuwe serie van la Légende des Siècles (1877)
- Religions et religion (1880)
- Les Quatre Vents de l'esprit (1881)
- Bijkomende serie van la Légende des Siècles (1883)
- La Fin de Satan (1886)
- Toute la Lyre (1888)
- Dieu (1891)
- Toute la Lyre - nouvelle série (1893)
- Les Années funestes (1898)
- Dernière Gerbe (1902)
- Océan. Tas de pierres (1942)

### Andere teksten
- Fragment sur la peine de mort[be] (1833). Vertaald als: Fragment over de doodstraf[bf]. Groningen, Van Boekeren, 1833
- Étude sur Mirabeau (1834)
- Littérature et philosophie mêlées (1834)
- Le Rhin (1842)
- Napoléon le Petit[bg] (pamflet). 1852) Vertaald als: Napoléon de Kleine[bh]. Heusden : Gebr. van Genderen, 1859
- Lettres à Louis Bonaparte (1855)
- William Shakespeare (1864). Vertaald als William Shakespeare[bi]. Utrecht, Bosch, 1865
- Paris-Guide (1867)
- Mes Fils (1874)
- Actes et paroles - Avant l'exil (1875)
- Actes et paroles - Pendant l'exil (1875)
- Actes et paroles - Depuis l'exil (1876)
- Histoire d'un crime[bj] – 1e deel (1877)
- Histoire d'un crime – 2e deel (1878). Vertaald als: Geschiedenis eener misdaad, door een ooggetuige[bk]. Rotterdam 1978. 2 dln in één band
- Le Pape (1878)
- L'Âne (1880)
- L'Archipel de la Manche (1883)
- Œuvres posthumes
- Choses vues – 1e serie (1887). Vertaald als: Zelf gezien. Amsterdam, De Arbeiderspers, 1985
- Alpes et Pyrénées (1890)
- France et Belgique (1892)
- Correspondances - Deel I (1896)
- Correspondances - Deel II (1898)
- Choses vues – 2e serie (1900)
- Post-scriptum de ma vie (1901)
- Mille Francs de récompense (1934)
- Pierres (1951)
- Mélancholia